# South African Heritage Resources Agency
Die South African Heritage Resources Agency (kurz SAHRA) ist die offizielle Verwaltungsinstitution zum Schutz des Kulturerbes in Südafrika mit Sitz in Kapstadt. Ihre Errichtung erfolgte auf der Basis des Gesetzes National Heritage Resources Act, Act No. 25 / 1999 und ersetzte hiermit ihre Vorgängerinstitution, das National Monuments Council (NMC).
Sie verfolgt mit ihrer Tätigkeit die Ziele, die öffentliche Darstellung des südafrikanischen Kulturerbes und die Identifikation mit ihm zu fördern, sowie für Konservierungs- und Schutzmaßnahmen in der Gegenwart und Zukunft Sorge zu tragen.